# Alek Keshishian
Alek Keshishian (armeni: Ալեք Գևորգի Քեշիշեան, Alek Guevorguí Keixixean; nascut el 30 de juliol de 1964) és un director, escriptor, productor i director de vídeos musicals estatunidenc d'origen armeni. El seu documental de 1991, Madonna: Truth or Dare va ser el documental més taquiller de tots els temps fins al 2002; va "canviar la manera com els cineastes exploraven el món de les celebritats" i va tenir un "profund impacte en la representació LGBTQ al cinema".

## Primers anys i educació
Keshishian va néixer a Beirut fill de Cecile Keshishian (de soltera Simonian) i Kevork Keshishian, un pediatre. La família va emigrar als Estats Units el 1969. Van viure breument a Brookline, Massachusetts, i després es van traslladar a Manchester (Nova Hampshire). Immersos a la comunitat armènia, els Keshishian sovint allotjaven refugiats armenis, i Keshishian i la seva germana petita, Aleen, van créixer parlant anglès i armeni. Ambdós germans van actuar de nens i van anar de gira amb el New Hampshire Children's Theatre, American Children's Theatre, i la companyia de gira nacional "I Like the U.S. of A".
Keshishian va assistir a St. Paul's School i la Universitat Harvard, es va graduar amb honors el 1986. La seva tesi sènior va ser una adaptació a l'òpera pop de Wuthering Heights. La producció, que incloïa música de Kate Bush i Madonna, va rebre una atenció important.

## Carrerar

### Vídeos musicals,Truth or Dare,With Honors
Keshishian es va traslladar a Los Angeles després de la seva graduació, on va dirigir vídeos musicals per a artistes com Bobby Brown, Run-DMC i Elton John. A 1991, quan tenia 26 anys, la Madonna el va trucar; havia vist Wuthering Heights en VHS i va seguir la seva carrera. Quatre hores després de parlar, Keshishian va anar a un assaig per a la Blond Ambition World Tour.
Inicialment encarregat per HBO de gravar imatges de Madonna entre bastidors a l'inici de la gira Blond Ambition al Japó, Keshishian va filmar "tot, fora i a l'escenari". La força del metratge japonès, així com la relació entre Keshishian i Madonna, van portar a fer Truth or Dare, que es va convertir en el documental més taquiller de la seva època. En un article que va marcar el 30è aniversari de l'estrena de la pel·lícula, el Guardian va informar que Keshishian estava "menys fascinat per l'espectacle impressionant de Madonna a l'escenari que pel circ en moviment lliure de la seva vida entre bastidors, envoltada per la seva "família" que es descriu a ella mateixa. "d'assistents, adjunts i ballarins de suport predominantment queer... A Keshishian li va agradar la tripulació del conjunt descarat d'una pel·lícula de Federico Fellini; Truth or Dare, al seu torn, es va convertir en La Dolce Vita dels documentals rock, de forma caòticament lliure i submergit per la sensualitat i la decadència, i rodats en gran part en blanc i negre granulat i àgil per a la màxima verité."
El 1994 Keshishian va dirigir el llargmetratge With Honors, protagonitzat per Joe Pesci, Brendan Fraser i Patrick Dempsey. Tot i que va encapçalar la taquilla la setmana de la seva estrena, la resposta de la crítica a la pel·lícula va ser tèbia.

### Treballs comercials,L'amor i altres desastres,My Mind and Me
Als 29 anys, Keshishian es va traslladar a Londres, on es va centrar en la fotografia i els anuncis. Va produir obres per a clients com Coca-Cola, Peugeot, Volkswagen, Brut by Fabergé, Aprilia, Baileys, i Max Factor. També va escriure, dirigir i produir la pel·lícula independent L'amor i altres desastres. La pel·lícula es va estrenar al Festival Internacional de Cinema de Toronto i es va mostrar com a projecció de gala per al London Lesbian and Gay Film Festival. Outfest també va projectar la pel·lícula.
Després de tornar als Estats Units el 2006, va dirigir anuncis i projectes especials com les dues campanyes Smartwater de Jennifer Aniston. També va dirigir els curtmetratges còmics que presentaven Chelsea Handler amb Sandra Bullock i Conan O'Brien.
El 2011, amb Madonna, va coescriure el guió de la pel·lícula W.E..
El 2015 Keshishian va dirigir el vídeo musical de la cançó de Selena Gomez "Hands to Myself". Gomez, dirigida per la germana de Keshishian, Aleen, era fan de Truth or Dare. El 2016, amb la intenció de fer un documental, Keshishian va rodar en directe i imatges d'entre bastidors de Gomez durant la seva Revival Tour. Finalment, el projecte documental es va desfer; Keshishian va dir en una entrevista posterior que Gomez no estava en un "gran lloc" en aquell moment.
El 2019, Gomez li va demanar que rodés un viatge que feia a Kenya en nom d'una organització benèfica i el documental es va tornar a presentar. Keshishian va rodar més de 200 hores d'imatges veritables per a la pel·lícula. Amb el títol My Mind and Me, es va estrenar el 2022. En una ressenya al New York Times, Chris Azzopardi va escriure que la pel·lícula era "sincer i revelador de l'ànima" i que Keshishian "va treballar el mateix tipus de màgia a Madonna per a Truth or Dare', assenyalant que My Mind and Me "mira cap a fora, emmarcant la lluita com la condició humana."

## Filmografia
- Madonna: Truth or Dare (1991) – documental
- With Honors (1994)
- L'amor i altres desastres (2006)
- W.E. (2011) – coescrit amb Madonna
- Selena Gomez: My Mind and Me (2022) – documental

## Vídeos musicals (llista parcial)
- "(He's Got) The Look" (1988) – Vanessa Williams
- "Dreamin'" (1988) – Vanessa Williams
- "Don't Be Cruel" (1988) – Bobby Brown
- "My Prerogative" (1988) – Bobby Brown
- "Don't Rush Me" (1988) – Taylor Dayne
- "Darlin' I" (1989) – Vanessa Williams
- "Every Little Step" (1989) – Bobby Brown
- "On Our Own" (1989) – Bobby Brown
- "Sacrifice" (1990) – Elton John
- "Like a Virgin (versió Truth or Dare)" (1991) – Madonna
- "Holiday (versió Truth or Dare)" (1991) – Madonna
- "This Used to Be My Playground" (1992) – Madonna
- "I'll Remember" (1994) – Madonna
- "Hold Me" (2000) – Savage Garden
- "Insatiable" (2002) – Darren Hayes
- "Hands to Myself" (2015) – Selena Gomez
- "Save It Til Morning" (2017) – Fergie